# Alex Kingston
Alexandra Elizabeth Kingston (Epsom, 11 marzo 1963) è un'attrice britannica, nota per l'interpretazione della dottoressa Elizabeth Corday in E.R. - Medici in prima linea e l'enigmatica River Song in Doctor Who.
Con Kenneth Branagh a teatro ha interpretato Lady Macbeth in Macbeth.

## Biografia
Si appassiona alla recitazione dopo aver preso parte ad alcune recite scolastiche, e appena quindicenne ottiene un ruolo nella serie tv inglese Grange Hill.
Frequenta la Royal Academy of Dramatic Arts e successivamente fa parte della prestigiosa Royal Shakespeare Company. Comincia così, una frenetica attività teatrale che la porta a recitare in moltissime produzioni, ma non disdegna anche cinema e televisione, tanto che nel 1997 entra nel cast di E.R. - Medici in prima linea.
Nel cinema ha lavorato in film come Il cuoco, il ladro, sua moglie e l'amante di Peter Greenaway, Il colpo - Analisi di una rapina di Mike Hodges con Clive Owen, Carrington con Emma Thompson e Alpha Dog di Nick Cassavetes.
Nel 2009 partecipa ad alcuni episodi della serie televisiva FlashForward.

### Vita privata
Dal 1993 al 1997 è stata sposata con l'attore Ralph Fiennes, conosciuto alla Royal Academy of Dramatic Arts mentre entrambi la frequentavano da studenti. Nel 1998 sposa lo scrittore e giornalista tedesco Florian Haertel, dal quale ha avuto una figlia, Salome Violetta Haertel, nata il 28 marzo 2001, ma si separano e Kingston continua a vivere in America. Il 18 luglio 2015 sposa a Roma, in terze nozze, il produttore Jonathan Guy Stamp, con una cerimonia anglicana.

## Filmografia

### Cinema
- The Wildcats of St Trinian's, regia di Frank Launder (1980)
- Il cuoco, il ladro, sua moglie e l'amante (The Cook, the Thief, His Wife and Her Lover), regia di Peter Greenaway (1989)
- A Pin for the Butterfly, regia di Hannah Kodicek (1994)
- Carrington, regia di Christopher Hampton (1995)
- The Infiltrator, regia di John Mackenzie (1995)
- Il colpo - Analisi di una rapina (Croupier), regia di Mike Hodges (1998)
- Essex Boys, regia di Terry Winsor (2000)
- Sweet Land, regia di Ali Selim (2005)
- Alpha Dog, regia di Nick Cassavetes (2006)
- Crashing, regia di Gary Walkow (2007)
- Sordid Things, regia di Andrew Bloomenthal (2009)
- Callers (2010)
- Like Crazy, regia di Drake Doremus (2011)
- Happily Ever After, regia di Joan Carr-Wiggin (2016)

### Televisione
- Grange Hill – serie TV, 3 episodi (1980)
- A Killing on the Exchange – miniserie TV, 2 puntate (1987)
- The Bill – serie TV, 4 episodi (1988)
- Hannay – serie TV, episodio 2x02 (1989)
- The Play on One – serie TV, episodio 2x02 (1989)
- Covington Cross – serie TV, episodio 1x04 (1992)
- Foreign Affairs – film TV (1993)
- Soldier Soldier – serie TV, episodio 3x09 (1993)
- Woman of the Wolf – film TV (1994)
- Crocodile Shoes – serie TV, 5 episodi (1994)
- The Knock – serie TV, 13 episodi (1996)
- Moll Flanders (The Fortunes and Misfortunes of Moll Flanders) – serie TV, 4 episodi (1996)
- Saint-Ex, regia di Anand Tucker – film TV (1996)
- Weapons of Mass Distraction, regia di Stephen Surjik – film TV (1997)
- E.R. - Medici in prima linea (ER) – serie TV, 160 episodi (1997-2009) – Elizabeth Corday
- This Space Between Us (1999)
- Boudicca, regia di Bill Anderson – film TV (2003)
- Poseidon - Il pericolo è già a bordo (The Poseidon Adventure), regia di John Putch – film TV (2005)
- Senza traccia (Without a Trace) – serie TV, episodio 4x06 (2005)
- Freezing – serie TV, episodio 1x03 (2008)
- Il romanzo di Amanda (Lost in Austen), regia di Dan Zeff – miniserie TV, 4 puntate (2008)
- CSI - Scena del crimine (CSI: Crime Scene Investigation) – serie TV, episodio 9x03 (2008)
- Doctor Who – serie TV, 15 episodi (2008-2015)
- Hope Springs – serie TV (2009)
- FlashForward – serie TV, 3 episodi (2009)
- Law & Order - Unità vittime speciali (Law & Order: Special Victims Unit) – serie TV, 4 episodi (2009)
- Ben Hur – serie TV, 2 episodi (2010)
- Private Practice  – serie TV, 2 episodi (2011)
- Marchlands – serie TV, 5 episodi (2011)
- Upstairs Downstairs – serie TV, 6 episodi (2012)
- Arrow – serie TV, 6 episodi (2013)
- NCIS - Unità anticrimine (NCIS) – serie TV, episodio 10x08 (2013)
- Chasing Shadows – miniserie TV (2014)
- American Odyssey – serie TV, 2 episodi (2015)
- Blue Bloods – serie TV, episodio 6x17 (2016)
- Shoot the Messenger – serie TV (2016)
- Crushed – serie TV (2016)
- Una mamma per amica - Di nuovo insieme (Gilmore Girls - A Year in the Life) – serie TV (2016)
- A Discovery of Witches - Il manoscritto delle streghe (A Discovery of Witches) – serie TV, 20 episodi (2018-2022)
- The Widow – serie TV, 8 episodi (2019)
- Treason – miniserie TV, 5 episodi (2022)

### Doppiatrice
- Doctor Who: The Eternity Clock – videogioco (2012)
- Penn Zero: Eroe Part-Time – serie animata, 1 episodio (2017)

## Doppiatrici italiane
Nelle versioni in italiano delle opere in cui ha recitato, Alex Kingston è stata doppiata da:
- Daniela Nobili in E.R. - Medici in prima linea, Law & Order - Unità vittime speciali (st. 10, ep. 12x07), Arrow
- Roberta Pellini in Alpha Dog
- Chiara Colizzi in Doctor Who
- Emanuela Baroni in FlashForward
- Roberta Gasparetti ne Il romanzo di Amanda
- Cinzia De Carolis in CSI - Scena del crimine
- Antonella Giannini in Law & Order - Unità vittime speciali (ep. 11x23)
- Claudia Razzi in Private Practice
- Valeria Perilli in NCIS - Unità anticrimine
- Micaela Incitti in Una mamma per amica - Di nuovo insieme
- Barbara Castracane in Blue Bloods
- Giò Giò Rapattoni in A Discovery of Witches - Il manoscritto delle streghe
- Laura Boccanera in The Widow
- Angiola Baggi in Treason